# Jonathan Rousselle
Jonathan Rousselle (Seclin, 7 de febrero de 1990) es un jugador de baloncesto francés que actualmente pertenece a la plantilla del Fundación CB Granada de la liga ACB. Con 1,87 metros de altura puede jugar tanto en la posición de base como en la de escolta.

## Trayectoria profesional

### BCM Gravelines
Formado en la cantera del BCM Gravelines, debutó con el primer equipo de la Pro A en la temporada 2008-2009 (4 partidos; 0,5 puntos, 0,3 rebotes y 0,3 asistencias en 1,5 min). Permaneció en el club durante seis años (2008-2014), siendo cedido dos años (2011-2013) al S.O.M. Boulogne de la Pro B, la 2.ª división francesa.
En la siguiente temporada (2009-2010), jugó 9 partidos de liga y 3 de EuroChallenge, promediando en liga 1,6 puntos (44,4 % en triples) en 5,1 min, mientras que en la EuroChallenge promedió 1 punto (50 % en tiros de campo; 100 % en triples) en 4 min.
Jugó 15 partidos de liga, 3 de play-offs y 11 de EuroChallenge en la temporada 2010-2011, promediando en liga 1,5 puntos (60 % en tiros de 2, 33,3 % en triples y 100 % en tiros libres) en 3,9 min, en play-offs 0,3 rebotes y 0,3 asistencias en 3 min de media, y en la EuroChallenge 2,7 puntos (35,7 % en triples y 70 % en tiros libres), 1 rebote y 1,1 asistencias en 9,5 min. Se proclamó campeón de la Semaine des As en el año 2011, tras derrotar en la final por 79-71 al Élan Sportif Chalonnais.

### Cesión al S.O.M. Boulogne
En el verano de 2011, el BCM Gravelines, anunció su cesión al S.O.M.Boulogne de la Pro B durante dos temporadas.
En su primera temporada (2011-2012), jugó 33 partidos de liga y 3 de play-offs, promediando en liga 10,3 puntos (32 % en triples y 81,5 % en tiros libres), 1,9 rebotes, 4,3 asistencias y 1,2 robos en 26,2 min, mientras que en play-offs promedió 12,3 puntos (30 % en triples), 1,7 asistencias y 1 robo en 27 min.
En su segunda y última temporada (2012-2013), jugó 34 partidos de liga y 3 de play-offs, promediando en liga 14,6 puntos (40,3 % en triples y 82,3 % en tiros libres), 2 rebotes, 3,8 asistencias y 1,2 robos en 29 min, mientras que en play-offs promedió 9,3 puntos (68,8 % en tiros libres), 2 rebotes, 6 asistencias y 1 robo en 27 min. 
Fue uno de los mejores jugadores del equipo, quedando 2.º en la votación por ser el MVP francés y el jugador de más progresión de la Pro B, ambas por detrás de Mouhammadou Jaiteh. A final de temporada recibió una mención honorable Pro B y fue elegido en el mejor quinteto de jugadores franceses de la Pro B por Eurobasket.com.
Disputó un total de 67 partidos de liga y 6 de play-offs con el cuadro de Boulogne-sur-Mer entre las dos temporadas, promediando en liga 12,4 puntos (36,1 % en triples y 81,9 % en tiros libres), 2 rebotes, 4 asistencias y 1,2 robos en 27,6 min de media, mientras que en play-offs promedió 10,8 puntos (62,9 % en tiros libres), 1,3 rebotes, 3,8 asistencias y 1 robo en 27 min de media.

### Vuelta al BCM Gravelines
Tras finalizar su cesión al S.O.M.Boulogne, regresó al BCM Gravelines para la temporada 2013-2014.
Jugó 30 partidos de liga y 16 de Eurocup, promediando en liga 5 puntos (52,8 % en tiros de 2, 35,4 % en triples y 75,8 % en tiros libres), 1,2 rebotes y 1,7 asistencias en 13,9 min, mientras que en la Eurocup promedió 8,8 puntos (52,9 % en tiros de 2, 43,3 % en triples y 79,4 % en tiros libres), 1,5 rebotes, 2 asistencias y 1 robo en 19 min de media.
Disputó un total de 58 partidos de liga y 14 de EuroChallenge con el conjunto de Gravelines entre las cuatro temporadas, promediando en liga 2,1 puntos (68,9 % en tiros libres), 0,5 rebotes y 0,6 asistencias en 6,1 min de media, mientras que en la EuroChallenge promedió 1,8 puntos (67,8 % en triples), 0,6 rebotes y 0,7 asistencias en 6,7 min de media.

### Cholet Basket
El 27 de mayo de 2014, el Cholet Basket, anunció su fichaje por dos campañas. 
En su primera temporada (2014-2015), jugó 33 partidos de liga con un promedio de 5,7 puntos (50,8 % en tiros de 2, 32,9 % en triples y 82,8 % en tiros libres), 2,2 rebotes, 2,8 asistencias y 1,2 robos en 22,4 min.
En su segunda temporada (2015-2016), jugó 32 partidos de liga con un promedio de 7 puntos (58,3 % en tiros de 2, 37,9 % en triples y 76,7 % en tiros libres), 1,5 rebotes, 3,1 asistencias y 1 robo en 20,7 min.
El 6 de junio de 2016, el Cholet Basket, anunció su renovación para la temporada 2016-2017.

### CSP Limoges
Tras cuatro temporadas en las filas del Cholet, fichó por el CSP Limoges.

### Bilbao Basket
El 26 de julio de 2019 se hace oficial su fichaje por el  RETAbet Bilbao Basket. En el club bilbaíno disputaría tres temporadas en los que participaría en más de 80 partidos. En la temporada 2021-22, promedia 5,5 puntos y 2,4 asistencias en Liga Endesa.

### JDA Dijon
El 9 de junio de 2022, firma por el JDA Dijon de la Pro A, la primera división del baloncesto de Francia.

### Fundación CB Granada
El 30 de noviembre de 2023, firmó por el Fundación CB Granada de la liga ACB.

## Selección francesa
Disputó con las categorías inferiores de la selección francesa el Europeo Sub-16 de 2006, celebrado entre Andújar, Martos y Linares, España, donde Francia acabó en 5ª posición y el Europeo Sub-20 de 2010, celebrado entre Zadar, Crikvenica y Makarska, Croacia, donde Francia se colgó la medalla de oro tras derrotar en la final por 73-62 a Grecia.
En el Europeo Sub-16 de 2006 jugó 8 partidos con un promedio de 7 puntos (52,6 % en tiros de 2 y 33,3 % en triples), 1,6 rebotes, 1,6 asistencias y 1,3 robos en 20,6 min de media.
En el Europeo Sub-20 de 2010 jugó 7 partidos con un promedio de 1,7 puntos (36,4 % en triples) en 7,1 min de media.
El 6 de mayo de 2014, formó parte de la preselección de 16 jugadores del equipo de Francia A para la disputa de torneos en China y Italia durante el mes de junio.